# Pinarophyllon
Pinarophyllon là một chi thực vật có hoa trong họ Thiến thảo (Rubiaceae).

## Loài
Chi Pinarophyllon gồm các loài: